# Perenco
Perenco est une compagnie pétrolière indépendante franco-britannique,.
Elle est active en mer du Nord (Royaume-Uni), en Afrique centrale (Tchad, Cameroun, Gabon, Congo-Brazzaville, Congo-Kinshasa), en Amérique latine (Guatemala, Colombie, Pérou et Venezuela) sur le pourtour méditerranéen (Tunisie, Turquie) ainsi qu'au Vietnam et Trinité-et-Tobago. Son siège est à Paris et à Londres.
Après TotalEnergies, elle est le deuxième plus important groupe pétrolier français.
Perenco appartient à la famille Perrodo, dont la fortune est estimée à environ 8 milliards d'euros en 2022.

## Histoire
Son fondateur, Hubert Perrodo (1944-2006), commence ses activités à Singapour en 1975, en créant une compagnie de services maritimes pour l'industrie du pétrole. Il se spécialise ensuite dans les appareils de forage, fondant la société de forage Techfor en 1978. En 1982, l'acquisition de la société de forage française Cosifor lui permet de renforcer sa flotte. À la revente de celle-ci en 1992, l'achat d'actifs en production, commencé dès 1986, fait accéder son entreprise du statut de compagnie de forage à celui de compagnie d'exploration et de production.
Le modèle initial de Perenco est l’acquisition de champs pétroliers dits « matures », dont l'exploitation n'est plus jugée rentable. Reprenant l'activité, Perenco parvient à ralentir ou stopper le déclin de leur production, l'augmentant même dans certains cas. Le pétrole lourd en est extrait dans des conditions particulièrement polluantes, détériorant l’environnement.
En juillet 2020, Perenco acquiert pour 290 à 350 millions de dollars des champs pétroliers au large du Gabon, rachetés à Total.

## Activités par pays

### Royaume-Uni
Perenco opère quarante-huit plates-formes offshore en mer du Nord, ainsi que deux terminaux gaziers onshore, Bacton et Dimlington. La production se monte à 60 000 bep/j.
Les permis de Perenco UK incluent :
- East Leman (Block 49/27)
- Inde - (Block 49/23)
- Trent - (Block 44/24)
- Lancelot - (Block 48/17)
- Thames (Block 49/28)

Depuis 2011, Perenco est également opérateur des champs onshore de Wytch Farm, Wareham et Kimmeridge situés dans le Dorset, sur la côte anglaise méridionale.

### Vietnam
Participations:
- Bloc 15-1 : 23,25 %
- Bloc 15-2 : 16,3 %
- Pipeline de Nam Con Son : 16,3 %

### Turquie
Perenco est présent dans la région de Diyarbakir, au sud-est de la Turquie, ou l'entreprise opère 200 puits et sept stations. La production est acheminée jusqu'au terminal de Pirinclik, point de départ de l'exportation du pétrole brut vers les ports méditerranéens[source insuffisante].
La production de Perenco en Turquie est de 10 000 bep/j.

### Gabon
Perenco opère 29 permis offshore et onshore au Gabon. La production opérée est de 78 000 bep/j. La moitié de la production de Perenco au Gabon est acheminée sur les terminaux flottants de Fernan Vaz et Mayumba, aux capacités respectives de stockage de 2 000 000 et 500 000 barils.
Parmi ces sites, des cas de pollutions en raison des fuites sont constatés en mangroves, dont la mangrove d’Olendé, en zones forestières et en territoire marin. Perenco a été mis en examen par le tribunal de Port-Gentil pour pollution aux hydrocarbures en 2021.
Le contrat de vente de gaz naturel signé entre la Société d'Énergie et d'Eau du Gabon (SEEG) et Perenco permet, depuis 2008, l'approvisionnement en gaz des centrales thermiques alimentant en énergie électrique les villes de Libreville, Port-Gentil et sa région.

### Tunisie
Perenco détient 50 % des permis d’exploitation gaziers d'El Franig, Baguel et Tarfa dans le sud tunisien.
La production de gaz s’élève à près de 4 000 bep/j par jour.
En 2010, Perenco Tunisie teste avec succès la possibilité de produire du gaz de roche-mère (gaz de schiste) en utilisant la fracturation hydraulique sur la partie supérieure du réservoir traversé par le puits El Franig 5. Le puits n'est toutefois pas mis en production.
Le 28 novembre 2013, le gouvernement tunisien annonce une actualisation du code des hydrocarbures autorisant l'exploitation non conventionnelle de ressources énergétiques.

### République du Congo
En République du Congo, deux permis sont opérés :
- Émeraude : ce champ situé au large de Pointe Noire est connu depuis longtemps ; toutefois ses caractéristiques géologiques et la nature de l’huile en place, particulièrement visqueuse, en font un champ aux réserves abondantes, mais difficiles à exploiter et dont les taux de récupération ont été jusqu’à présent très faibles.
- Marine I (Yombo) Likouala

### République démocratique du Congo (RDC)
Perenco opère en République démocratique du Congo depuis 2004, où l'entreprise est le seul producteur de pétrole et le plus important contributeur fiscal du pays. Sa zone d'opération est située sur la côte à proximité de Muanda dans la province du Kongo Central , à l’ouest de la RDC. Perenco opère des champs matures (pour lesquels la production cumulée est supérieure à 90 % des réserves prouvées à un moment donné) et des champs marginaux (recelant des hydrocarbures en petites quantités) dont le potentiel pétrolier est faible et leur valorisation difficile dans des conditions d’opérations classiques. La production journalière (onshore et offshore) est de 22 500 barils,.
Selon l'entreprise, Perenco RDC met en œuvre programme social conventionnel et bénévole, appuyant le développement des communautés locales de Muanda.
L'association CCFD-Terre solidaire estime que la population ne profite pas du profit engrangé et se plaint également de la pollution causée par l'exploitation. Pour l'universitaire Véronique Mouflet, « les richesses du Bas-Congo bénéficient peu à la population de la province : elles ne font que passer ».
L’Institut congolais pour la conservation de la Nature (ICCN) et Perenco ont signé le 28 novembre 2014 un protocole d’accord sur la protection du Parc Marin.
Perenco est mise en cause pour des atteintes graves à l'environnement et à la santé des populations, survenues en République démocratique du Congo. Le groupe Perenco n'est pas soumis à la loi sur le devoir de vigilance en raison de son trop faible nombre de salariés. En 2019, les associations Sherpa et Les Amis de la Terre France n’avaient pas pu obtenir les preuves de la responsabilité de Perenco, celle-ci soutenant que seule la loi congolaise était compétente pour décider d’accéder aux preuves demandées. En mars 2022, la Cour de cassation lui a donné tort.
En novembre 2022, Sherpa et Les Amis de la Terre France assignent Perenco en justice en raison des préjudices écologiques que les activités du groupe entraîneraient en République démocratique du Congo. À travers cette action en justice, Sherpa et les Amis de la Terre France entendent « obtenir la reconnaissance de la responsabilité civile de Perenco S.A. et contraindre l’entreprise à prendre des mesures pour faire cesser et réparer ces dommages environnementaux ».

### Pérou

#### Développement du Bloc 67
Le Bloc 67, situé dans le bassin du Río Marañón dans la région de Loreto (Pérou) dans la partie péruvienne de l'Amazonie, a été exploré par la compagnie américaine Barett Ressources depuis 1995 et attribué à Perenco en 2008. Il pourrait contenir jusqu'à 300 millions de barils de pétrole. Cela représenterait la plus grande découverte en la matière de ces trente dernières années dans ce pays. Deux autres compagnies pétrolières, Repsol-YPF et ConocoPhillips, espèrent déjà prospecter dans cette région et utiliser les infrastructures du bloc 67.
En juin 2012, Perenco a cédé 52,63 % du Bloc 67 à la société PetroVietnam Exploration and Production (PVEP).

#### Actions en justice
En mai 2008, des organisations de défense des indigènes ont attaqué l'État péruvien en justice au sujet du Bloc 67 au motif que, dans la zone, vivraient au moins deux tribus indiennes isolées « non contactées ». L'organisation des Indiens de l'Amazone (AIDESEP) demandait aux juges d'interdire les activités pétrolières sur le Bloc 67, afin d'éviter tout contact avec ces populations vulnérables aux maladies étrangères.
Par décision rendue le 1er juillet 2008, le tribunal a jugé les allégations de l'AIDESEP dénuées de fondements.
En 2009 le gouvernement péruvien déclare l'état d'urgence en raison de manifestations de peuples indigènes, critiquant l'action de multinationales. Les forces armées péruviennes sont venues au secours de bateaux de Perenco,.
En juin 2010, la Cour constitutionnelle péruvienne a, en dernière instance et à l'unanimité, rejeté la plainte de l'AIDESEP, au motif que l'existence d'Indiens en isolement volontaire dans la zone n'a pas été démontrée.
Selon Nicolas de La Casinière, Perenco paie les services des paramilitaires pour « se protéger » des écologistes ou des populations indigènes.

#### Processus administratif
L'avis technique du ministère péruvien des affaires indigènes (INDEPA) d'avril 2012 faisait valoir qu'« aucune mesure visant à prévenir la transmission de maladies ou d'épidémies n'a été considérée, contrairement à la réglementation de la santé sur les populations autochtones isolées. Ces réserves ayant été levées, le ministère péruvien de l'énergie a approuvé le 8 août 2012 l'étude d'impact environnemental (EIE) présentée par Perenco. »

### Guatemala
Perenco est opérateur du champ pétrolier de Xan et de la raffinerie de La Libertad. Le champ de Xan compte une quarantaine de puits en exploitation. Aucun nouveau puits n'a été foré depuis le mois d'octobre 2008. La production est acheminée par oléoduc jusqu'au terminal de Piedas Negras sur la côte est du pays.

#### Zone protégée de la Laguna del Tigre
Le champ de Xan est situé dans parc naturel de la Laguna del Tigre, une zone protégée. Lors du renouvellement du contrat de Perenco en 2011, des organisations environnementales ont protesté. 37 communautés villageoises vivent dans le parc naturel Laguna del Tigre (d’une superficie de 337 000 hectares); parmi elles une seule se trouve à proximité de la zone où Perenco opère (qui représente 80 hectares, soit 0,024 % de la surface du parc). Ces communautés n’ont pas d’autre reconnaissance légale qu’un accord de permanence, qui rend précaires leurs conditions de vie. Le statut de parc national, administré par le CONAP (Consejo Nacional de Areas Protegidas) et l’Université San Carlos, interdit en effet toute entrée de matériel agricole. Cette situation juridique induit une agriculture à la fois illégale et particulièrement destructive. En 2011, il a été observé que environ 40 % du parc national était défriché sous l'effet de cette pression agricole illégale.
Par accord gouvernemental N° 260-2010, il a été convenu que Perenco verse au CONAP une somme de 0,10 dollar pour chaque baril de pétrole produit pour la reforestation des zones les plus affectées dans le sud du parc.
Perenco obtient du gouvernement guatémaltèque une protection contre les indigènes, par un contingent de cinq cents soldats, ou « bataillons écologiques ». Cette protection est rétribuée par Perenco à raison de 0,30 dollar par baril de pétrole extrait,.
Par le même accord, il a été convenu aussi que Perenco fait un don supplémentaire de 0,15 dollar pour chaque baril de pétrole transporté pour soutenir des projets environnementaux d'assainissement. Il est distribué aux conseils départementaux de développement de Petén, Alta Verapaz et Izabal, pour les municipalités traversées par l'oléoduc qui transporte le brut de Xan à Puerto Barrios.

### Cameroun
Les permis opérés sont :
- Moudi
- Ebome Marine
- Rio Del Rey
- Sanaga Sud

Le terminal du pipeline Tchad-Cameroun, dont Perenco n'est pas l'opérateur, est installé sur le permis d'Ebome, au large de la ville de Kribi.
Le développement du champ gazier de Sanaga permet la fourniture en gaz de la centrale électrique de Kribi.
Perenco développe les réserves de gaz des permis Sanaga et Ebome pour un projet de Floating LNG avec la SNH et Golar LNG, qui devrait produire en 2017.

### Venezuela
En octobre 2018, Abraham Ortega, ancien directeur financier de la compagnie pétrolière vénézuélienne PDVSA, a déclaré, dans le cadre d’une enquête du département de la Justice américain portant sur des faits de corruption au sein de l’entreprise vénézuélienne, qu’il avait reçu 3 millions de dollars de pots-de-vin de Perenco pour aider celle-ci à obtenir des contrats pétroliers,,.

### Équateur
L’Équateur est condamné en juin 2021 par un tribunal d'arbitrage de la Banque mondiale à verser plus de 400 millions de dollars à la filiale équatorienne de Perenco, en vertu d'un accord conclu avec la France. La condamnation fait suite à un décret adopté en 2007 par le gouvernement équatorien accordant à l’État une participation augmentée sur les opérations pétrolières[réf. nécessaire]. Cette décision a provoqué la protestation de l'ancien président équatorien Rafael Correa, puisque la filiale équatorienne de Perenco siège aux Bahamas, mais a néanmoins pu profiter des clauses du traité bilatéral d'investissements franco-équatorien pour obtenir gain de cause contre l'Équateur. Le média en ligne Le Vent Se Lève note : « grâce à sa résidence aux Bahamas, Perenco Ecuador est exemptée de toute forme d’imposition ; grâce à la nationalité de sa société-mère, elle bénéficie de la législation française pour la protéger lors de procès internationaux ».

## Controverses

### Pollution au Congo
L'entreprise Perenco est accusée de préjudices écologiques en République Démocratique du Congo. En 2008, Perenco REP, l'une des sociétés dirigées par des hauts responsables de la maison mère aux capitaux en grande partie contrôlés par Perenco RDC SA établie aux Bahamas, est condamnée par le tribunal de grande instance de Boma, ville portuaire du Kongo-Central, à indemniser une communauté victime de la destruction de sa forêt où la société pétrolière réalisait des travaux en vue d’extraire de l’or noir.
Poursuivie en 2019 devant la justice par plusieurs associations, le tribunal de Grande Instance de Paris autorise un huissier à se présenter sans prévenir pour procéder à une recherche de preuves de la responsabilité de Perenco dans la pollution.
Le 7 octobre 2019, Perenco refuse de laisser entrer un huissier de justice dans son siège du 17e arrondissement de Paris.
« Je ne vous donnerai rien. Je ne vous laisserai pas faire votre mission », déclare le directeur juridique de Perenco à l’attention de l’huissier. L'huissier contacte la police pour dresser un procès-verbal et constater un refus d’exécuter une décision de justice.

### Amazonie
Perenco est mis en cause par plusieurs communautés locales pour ses activités au Pérou. L'entreprise tente de mener des projets d'extraction pétrolière au cœur de la forêt amazonienne.
Un responsable de l'entreprise Perenco affirme que les peuples indiens isolés d'Amazonie n'existent pas.
Les Indiens de l’Amazonie se mobilisent contre un décret permettant aux compagnies pétrolières de s’implanter sur leurs territoires indigènes. Ces contestations sont très sévèrement réprimées, faisant 155 civils blessés et 34 morts.
En 2022, Perenco attaque en justice le Pérou car le nouveau gouvernement péruvien a créé la réserve amazonienne de Napo Tigre pour les peuples isolés de la forêt .

### Agnès Pannier-Runacher
En novembre 2022, une enquête du site Disclose relève des liens familiaux très proches entre Agnès Pannier-Runacher, ministre de la Transition énergétique, et le monde du pétrole,. Le père de la ministre, Jean-Michel Runacher, a été jusqu'au 15 juin 2020 administrateur de la société pétrolière Perenco. Il décide en 2016 de créer la société Arjunem, basée sur des fonds domiciliés en partie dans des paradis fiscaux, pour transmettre une partie de son patrimoine à ses petits-enfants alors âgés de 13 ans, 10 ans et 5 ans. Agnès Pannier-Runacher signe en leur nom et est leur mandataire. L'ensemble de cet argent provient de fonds spéculatifs dans lesquels l'entreprise Perenco détient ses propres investissements,.
Ces liens n'ont pas été déclarés auprès de la Haute Autorité pour la transparence de la vie publique (HATVP). Celle-ci annonce le 8 novembre 2022 avoir lancé « des vérifications » sur la situation de la ministre. À l'issue de ces vérifications la Haute Autorité pour la transparence de la vie publique (HATVP) constate « l’absence de manquement » dans les déclarations de la ministre.
Par un décret paru dans le Journal officiel (JO) le 15 novembre 2022, Agnès Pannier-Runacher est déclarée incompétente pour connaître les dossiers concernant Perenco et d'autres sociétés pétrolières avec lesquelles elle a des liens personnels.

### Afrique
En mars 2023, Perenco fait l'objet de plusieurs enquêtes préliminaires pour corruption d'agents publics dans certains pays africains. Une perquisition a lieu en même temps que l'ouverture de ces investigations dans les locaux de Perenco à Paris en France.

### Financement de paramilitaires en Colombie
Perenco est accusé par la justice colombienne d'avoir financé entre 1997 et 2005 les Autodéfenses unies de Colombie, un groupe paramilitaire responsable d'atrocités durant le conflit armé colombien. La compagnie franco-britannique implantée en Colombie depuis 1993 aurait notamment fourni « de l'argent, du carburant, de la nourriture et des moyens de transport » aux milices pendant les pires années de la guerre. En échange, les escadrons anti-guerilla auraient été chargés de surveiller les puits de pétrole du groupe. Le ministère public annonce en juillet 2025 la saisie de deux propriétés de Perenco évaluées à environ 10 millions de dollars qui seront affectées à un fonds de réparation des victimes.